# Bruno Rossignol
Pour les articles homonymes, voir Rossignol (homonymie).
Ancien journaliste de l'AFP, Bruno Rossignol est l'ancien responsable des relations presse de la société Clearstream, au cœur de l'affaire Clearstream 1 et de l'affaire Clearstream 2 (Corbeau des frégates de Taiwan).
Il fut dans les années 1980 un collègue et ami de Denis Robert, à l'origine de la dénonciation de Clearstream dans ses livres Révélation$ et La Boîte noire.